# 李金哲 (1987年)
李金哲（朝鮮文：리금철；英文：Ri Kum-Chol；1987年5月18日—），朝鮮足球運動員，入選過朝鮮國家足球隊。

## 簡歷
李金哲在2007年首次入選朝鮮國家足球隊，參與了2008年東亞足球錦標賽資格賽，分別在對蒙古國家足球隊和澳門足球代表隊中各射入兩球，協助朝鮮奪得資格賽冠軍並取得決賽席位。2015年再次入選朝鮮國家足球隊，參加世界盃預選賽 。

## 國際賽進球
朝鮮
| # | 日期          | 場地     | 對手   | 進球 | 比數 | 比賽                       |
| - | ------------- | -------- | ------ | ---- | ---- | -------------------------- |
| 1 | 2007年6月19日 | 中國澳門 | 蒙古国 | 1–0  | 7–0  | 2008年東亞足球錦標賽資格賽 |
| 2 | 2007年6月19日 | 中國澳門 | 蒙古国 | 6–0  | 7–0  | 2008年東亞足球錦標賽資格賽 |
| 3 | 2007年6月21日 | 中國澳門 | 澳門   | 1–0  | 7–1  | 2008年東亞足球錦標賽資格賽 |
| 4 | 2007年6月21日 | 中國澳門 | 澳門   | 4–0  | 7–1  | 2008年東亞足球錦標賽資格賽 |
| 5 | 2008年8月24日 | 卡達多哈 |        | 1-2  |      | 友誼賽                     |

## 榮譽

### 國家隊
朝鮮
- 東亞足球錦標賽預賽冠軍：2007年；